# Стишовіт
Стишовіт — мінерал групи рутилу, щільна модифікація оксиду кремнію (кремнезему).
Назва походить від прізвища радянського дослідника Сергія Михайловича Стишова, який першим синтезував його.
Синоніми: стиповерит.

## Опис
Хімічна формула: SiO2.
Сингонія тетрагональна. Дитетрагонально-дипірамідальний вид. Форми виділення: субмікроскопічні волокнисті аґреґати, голчасті, рідше пластинчасті кристали. Твердість — 7,5-8. Густина — 4,35. Це на 64 % більше, ніж у кварцу, та на 45 % більше густини іншої ущільненої модифікації кремнезему — коеситу. Може бути одержаний штучно при дії великого тиску (понад 160 тис. атм.) і т-ри 1200—1400 °C на звичайний оксид кремнію, а також трапляється в метеоритній речовині. Гіпотетично може утворюватися на глибинах близько 100 км.

## Поширення
Знайдений в пісковиках метеоритного кратера Каньйон Диявола (штат Аризона, США), у Баварії (ФРН), Сибіру (РФ). Супутні мінерали: коесит, лешательєрит, шоковий кварц.

## Штучне одержання
До недавнього часу єдині відомі випадки стишовіту в природі сформувалися при дуже високих ударних тисках (> 100 кбар, або 10 ГПа) та температурах (> 1200 °С), що виникають під впливом метеорита на кварцову породу. У діамантах знайдені фрагменти стишовіту. Постшистовітові фази були виявлені в мантійних породах надвисокого тиску. Стишовіт також може бути синтезований шляхом дублювання цих умов у лабораторії або ізостатично, або через шок (див. Шоковий кварц)